# Ruby-Spears
Ruby-Spears Productions (nota anche come Ruby-Spears Enterprises) è stata una casa di produzione statunitense.
Specializzata in animazione, aveva sede a Burbank, in California, con un altro studio a Roma, in Italia. L'azienda è stata fondata nel 1977 dagli scrittori veterani e creatori di Scooby-Doo! Dove sei tu?, Joe Ruby e Ken Spears.

## Filmografia
- Attenti a Luni (Fangface) - serie animata, 24 episodi (1978-1979)
- The Plastic Man Comedy/Adventure Show - serie animata, 112 episodi (1979-1981)
- Isidoro Show (Heathcliff) - serie animata, 26 episodi (1980-1981)
- Thundarr il barbaro (Thundarr the Barbarian) - serie animata, 21 episodi (1980-1981)
- Goldie Gold e Action Jack (Goldie Gold and Action Jack) - serie animata, 13 episodi (1981)
- The Scooby-Doo/Scrappy-Doo/Puppy Hour - serie animata, 13 episodi (1982-1983)
- Mork & Mindy/Laverne & Shirley/Fonz Hour - serie animata, 27 episodi (1982-1983)
- The Puppy's Further Adventures - serie animata, 21 episodi (1982-1984)
- The Pac-Man/Rubik, the Amazing Cube Hour - serie animata, 44 episodi (1983-1984)
- Mister T - serie animata, 30 episodi (1983-1985)
- Alvin rock 'n' roll (Alvin and the Chipmunks) - serie animata, 50 episodi (1983-1987)
- Saturday Supercade - serie animata, 26 episodi (1983-1985)
- Dragon's Lair - serie animata, 13 episodi (1984)
- Turbo Teen - serie animata, 13 episodi (1984)
- Sectaurs - serie animata, 13 episodi (1986)
- It's Punky Brewster - serie animata, 26 episodi (1985-1986)
- Centurions - serie animata, 65 episodi (1986)
- Lazer Tag Academy - serie animata, 13 episodi (1986)
- Rambo (Rambo: The Force of Freedom) - serie animata, 65 episodi (1986)
- Karate Kommandos - serie animata, 5 episodi (1986)
- Scuola di polizia (Police Academy) - serie animata, 65 episodi (1988-1989)
- Superman - serie animata, 13 episodi (1988)
- Dink il piccolo dinosauro (Dink, the Little Dinosaur) - serie animata, 21 episodi (1989-1991)
- Piggsburg Pigs - serie animata, 13 episodi (1990-1991)
- I Cowbuoi dell'Altopiano (Wild West C.O.W.-Boys of the Moo Mesa) - serie animata, 26 episodi (1992-1993)
- Mega Man - serie animata, 27 episodi (1994-1996)
- Skysurfer - Le cinque stelle della galassia (Skysurfer Strike Force) - serie animata, 26 episodi (1995-1996)

| Controllo di autorità | VIAF (EN) 156049582 · LCCN (EN) n88222061 |